# Grammofono

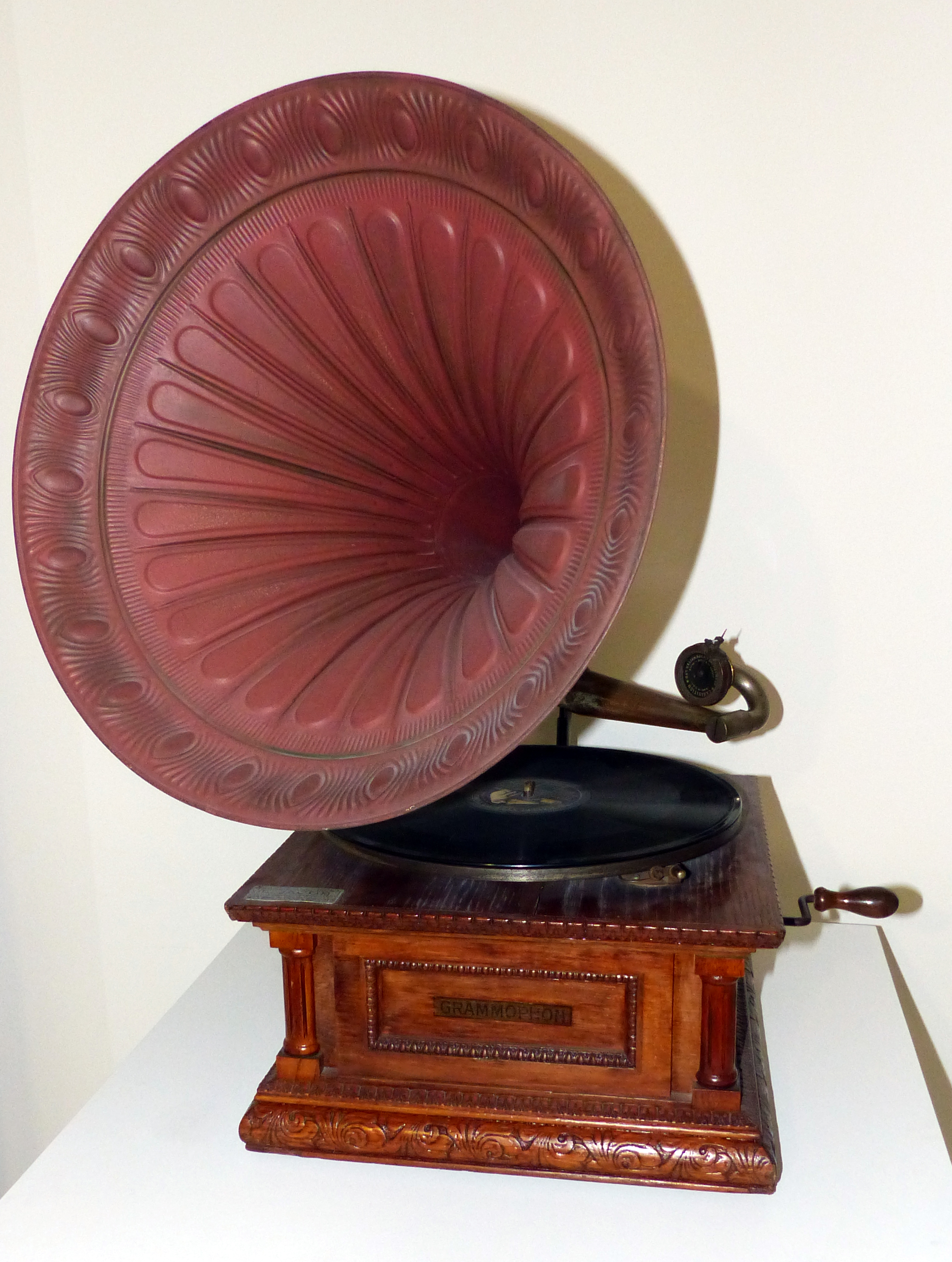
Un grammofono

Il grammofono è uno strumento in grado di riprodurre meccanicamente il suono, inventato da Emile Berliner nel 1887.
A differenza del già esistente fonografo di Edison, che leggeva il suono inciso su dei cilindri, il grammofono sfruttava le incisioni presenti su un disco (detto disco fonografico). Riscosse un successo decisamente maggiore del fonografo, di cui è solitamente considerato un perfezionamento; talvolta, inoltre, i due termini sono usati interscambiabilmente.
Berliner brevettò per la prima volta il grammofono negli Stati Uniti nel 1887, dopodiché descrisse ulteriori migliorie in numerosi altri brevetti, fino ai primi anni del XX secolo.

## Storia
Il primo strumento capace di registrare meccanicamente il suono fu il fonautografo, inventato da Édouard-Léon Scott de Martinville nel 1857. Esso registrava su un foglio di carta rivestito di nerofumo e avvolto intorno ad un cilindro che veniva ruotato a mano; non era, tuttavia, in grado di riprodurre in un secondo momento il suono registrato.
Nel 1876, Edison, con il suo fonografo, apportò varie modifiche al fonautografo di Scott. In particolare:
- la registrazione non era più scritta, bensì incisa su un foglio di stagnola (in seguito sostituita da altri materiali) posizionato sul cilindro;
- la puntina non era più azionata mediante un sistema di leve, ma era direttamente collegata alla membrana che percepiva le vibrazioni del suono;
- le variazioni del suono non erano più trascritte in senso parallelo all'asse del cilindro, bensì erano secondo una direzione normale a quest'ultimo.

Azionando il fonografo in modo inverso, era possibile sfruttare le incisioni presenti sul cilindro per far vibrare la membrana in modo analogo a quanto avvenuto in fase di registrazione.

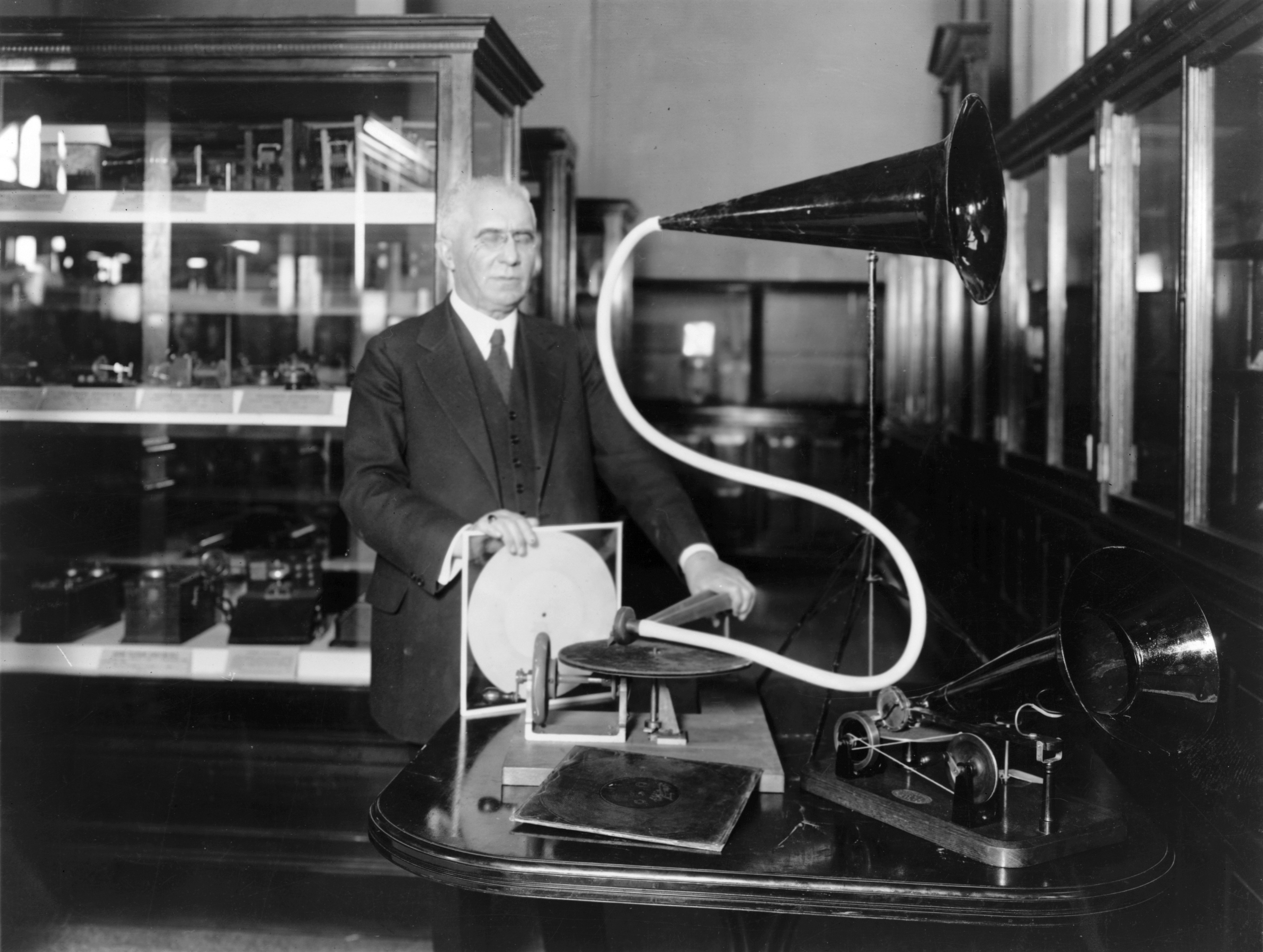
Emile Berliner con un grammofono

Nel 1887, Emile Berliner brevettò negli Stati Uniti una variante del fonografo chiamata "grammofono" (in inglese gramophone). A differenza del fonografo di Edison, il grammofono leggeva le incisioni presenti su un disco (detto disco fonografico) e non sulla superficie laterale di un cilindro. L'idea di incidere il suono su una superficie piana fu proposta per la prima volta undici anni prima, ma senza riscuotere successo, da Charles Cros.

## Funzionamento
La fase di registrazione consiste nell'inserire un disco vuoto e farlo roteare a velocità costante, dopodiché viene poggiato l’ago di incisione e il grammofono comincerà a registrare, qualsiasi suono farà vibrare l'ago che quindi trasferirà la vibrazione dello stesso in solchi sul disco. In fase di riproduzione quindi tutte le volte che l’ago ripasserà sulle parti incise creerà la medesima vibrazione ma questa volta la disperderà nell'ambiente sotto forma di suono, solitamente con l'ausilio di una tromba in ottone.

## Brevetti

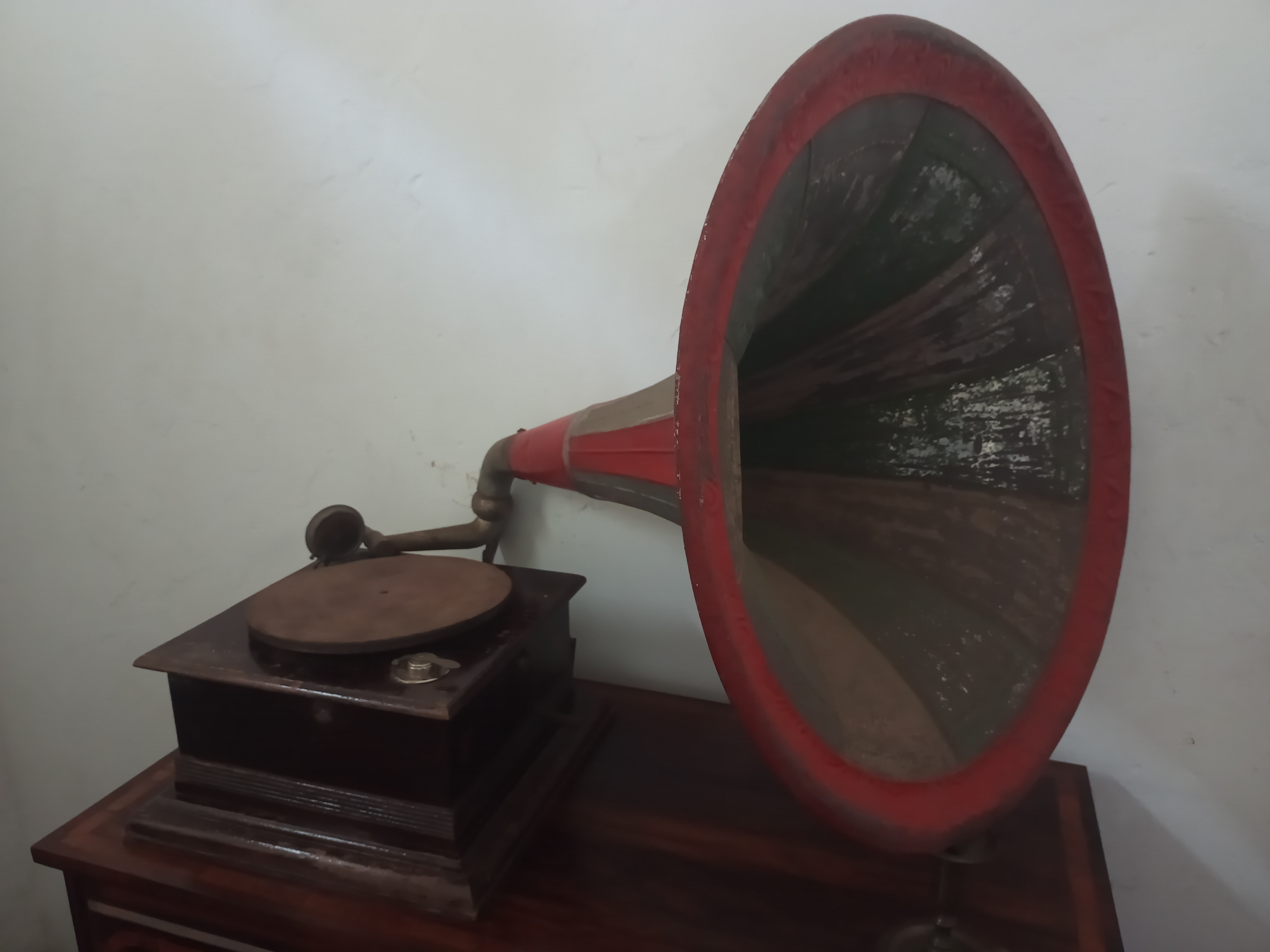

Segue l'elenco dei brevetti riguardanti il grammofono depositati da Berliner:
- (EN)  Gramophone,  US372786, United States Patent and Trademark Office, Stati Uniti d'America, 8 novembre 1887.
- (EN)  Process of producing records of sound,  US382790, United States Patent and Trademark Office, Stati Uniti d'America, 15 maggio 1888.
- (EN)  Gramophone,  US534543, United States Patent and Trademark Office, Stati Uniti d'America, 19 febbraio 1895.
- (EN)  Method of making copies of sounds records,  CA55078, Canadian Intellectual Property Office, Canada, 24 febbraio 1897.
- (EN)  Gramophone,  CA55079, Canadian Intellectual Property Office, Canada, 24 febbraio 1897.
- (EN)  Gramophone,  US564586, United States Patent and Trademark Office, Stati Uniti d'America, 28 luglio 1899.
- (EN)  Gramophone sound-box,  US637196, United States Patent and Trademark Office, Stati Uniti d'America, 14 novembre 1899.
- (EN)  Gramophone, &c.,  US637197, United States Patent and Trademark Office, Stati Uniti d'America, 14 novembre 1899.
- (EN)  Apparatus for producing sound-records,  US689349, United States Patent and Trademark Office, Stati Uniti d'America, 17 dicembre 1901.
- (EN)  Sound-record and method of making same,  US689350, United States Patent and Trademark Office, Stati Uniti d'America, 17 dicembre 1901.
- (EN)  Gramophone,  US692502, United States Patent and Trademark Office, Stati Uniti d'America, 4 febbraio 1902.
- (EN)  Sound-box for recording and reproducing apparatus,  US715003, United States Patent and Trademark Office, Stati Uniti d'America, 2 dicembre 1902.
- (EN)  Sound box for recording and reproducing apparatus,  CA79836, Canadian Intellectual Property Office, Canada, 24 marzo 1903.